# Distrito de Val-de-Ruz
El distrito de Val-de-Ruz (en francés district du Val-de-Ruz) era uno de los seis distritos del cantón de Neuchâtel, en Suiza. Contaba con una población de 16.891 habitantes (en 2014) y una superficie de 128,02 km². El distrito estaba conformado por 2 comunas, siendo su capital la localidad de Cernier en la comuna de Val-de-Ruz. Ha desaparecido el 1 de enero de 2018.

## Geografía
El distrito estaba compuesto por el val de Ruz y las montañas circundantes pertenecientes al Jura. 
El distrito del Val-de-Ruz estaba situado en la región de los Valles, que se encuentra entre las regiones del Litoral y de Montaña (Jura). Limitaba al norte con el Jura bernés (BE), al este con Neuchâtel, al sur con Boudry, y al oeste con Le Leocle y La Chaux-de-Fonds. Ha desaparecido el 1 de enero de 2018.

## Comunas
| Distrito del Val-de-Ruz                                         | Distrito del Val-de-Ruz | Distrito del Val-de-Ruz |
| Comunas                                                         | Población (31.12.2016)  | Superficie km²          |
| --------------------------------------------------------------- | ----------------------- | ----------------------- |
| Val-de-Ruz \| align="center" \|16 832 \| align="right" \|124.25 |                         |                         |
| Valangin                                                        | 506                     | 3.76                    |
| Total (2)                                                       | 17 338                  | 128.02                  |

## Comunas hasta 2012
| Distrito del Val-de-Ruz   | Distrito del Val-de-Ruz | Distrito del Val-de-Ruz |
| Comunas                   | Población (31.12.2012)  | Superficie km²          |
| ------------------------- | ----------------------- | ----------------------- |
| Boudevilliers             | 764                     | 12.58                   |
| Cernier                   | 2285                    | 9.11                    |
| Chézard-Saint-Martin      | 1819                    | 13.05                   |
| Coffrane                  | 696                     | 6.49                    |
| Dombresson                | 1622                    | 12.77                   |
| Engollon                  | 105                     | 2.62                    |
| Fenin-Vilars-Saules       | 845                     | 6.48                    |
| Fontainemelon             | 1633                    | 2.45                    |
| Fontaines                 | 1111                    | 10.14                   |
| Le Pâquier                | 212                     | 9.58                    |
| Les Geneveys-sur-Coffrane | 1611                    | 7.86                    |
| Les Hauts-Geneveys        | 921                     | 7.95                    |
| Montmollin                | 620                     | 4.06                    |
| Savagnier                 | 1220                    | 8.55                    |
| Villiers                  | 497                     | 10.57                   |
| Total (16)                | 15.961                  | 124.25                  |

## Fusiones

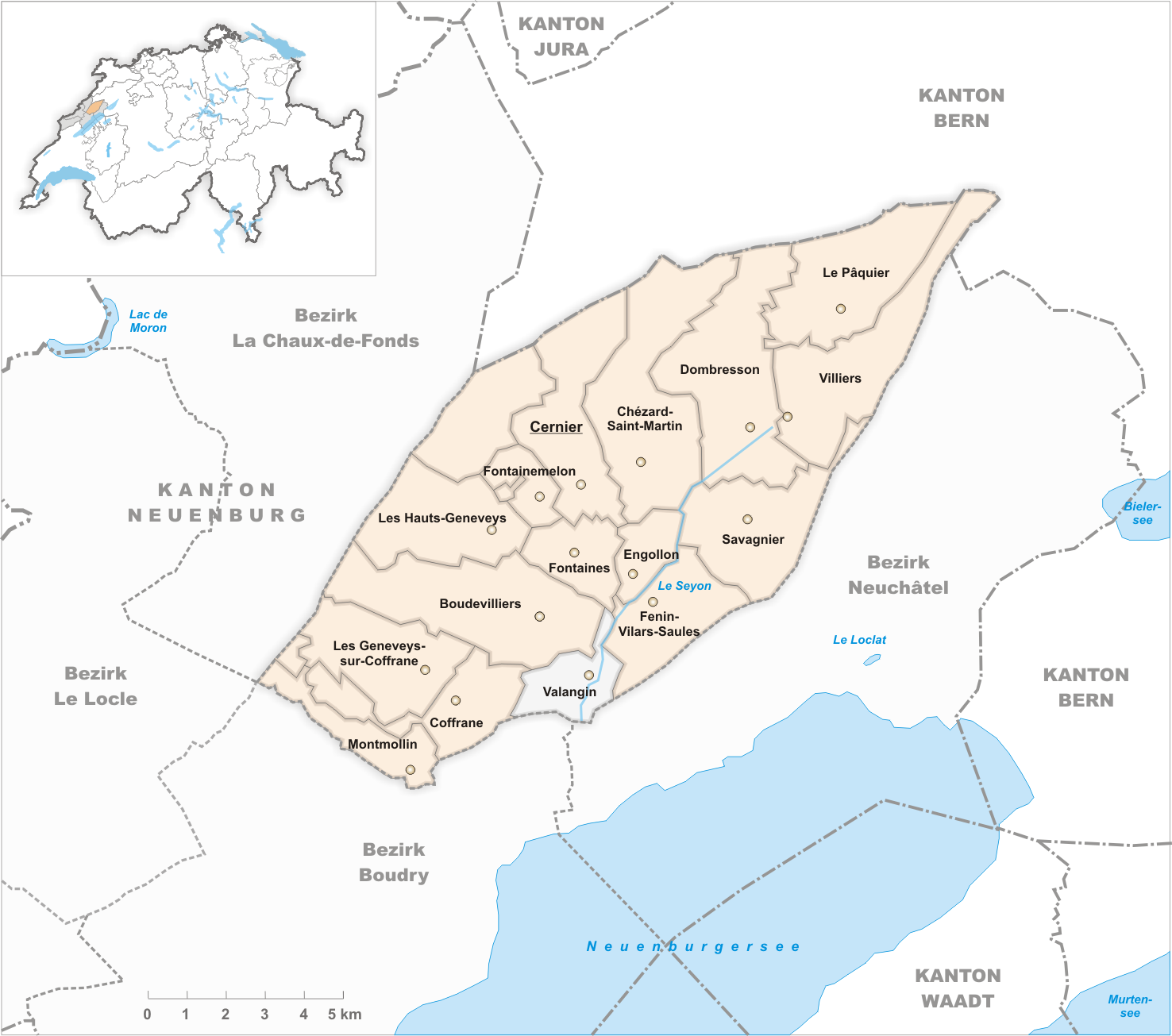
Comunas hasta 2012

- 1875: Fusión: Fenin, Saules y Vilars  →  Fenin-Vilars-Saules

- 2013: Fusión: Boudevilliers, Cernier, Chézard-Saint-Martin, Coffrane, Dombresson, Engollon, Fenin-Vilars-Saules, Fontainemelon, Fontaines, Le Pâquier, Les Geneveys-sur-Coffrane, Les Hauts-Geneveys, Montmollin, Savagnier y Villiers → Val-de-Ruz